# Alexander Merkel
Alexander Merkel (født 22. september 1992) er en fodboldspiller fra Kasakhstan som spiller for den tyske 2. Bundesliga-klub VfL Bochum. Han har tidligere spillet for AC Milan, Genoa, Udinese, Watford, Grasshopper Club Zürich og Pisa. Alexander Merkel vandt også Serie A med AC Milan i 2010/2011-sæsonen.